# Álgebra tensorial
En matemática, el álgebra tensorial es (dentro del álgebra abstracta) una construcción de un álgebra asociativa {\displaystyle \scriptstyle ({\text{T}}(V),+,\otimes )} partiendo de un espacio vectorial {\displaystyle \scriptstyle (V,\mathbb {K} ,+)} (sobre el cuerpo {\displaystyle \scriptstyle \mathbb {K} }). Las álgebras tensoriales pueden ser vistas como una generalización del cálculo tensorial.

## Construcción
Un álgebra tensorial se construye a partir de una base de la misma: partiendo de una base vectorial del espacio vectorial base {\displaystyle \scriptstyle V}, se define un producto tensorial no conmutativo de estos elementos y no sujeto a ninguna restricción (más allá de la asociatividad, de la ley distributiva y las {\displaystyle \scriptstyle \mathbb {K} }-linealidades, donde {\displaystyle \scriptstyle {\text{T}}(V)} está definido sobre el cuerpo {\displaystyle \scriptstyle \mathbb {K} }). Una vez definidos esos productos, el conjunto {\displaystyle \scriptstyle {\text{T}}(V)} está formado por combinaciones de esos mismos productos. Por lo tanto, {\displaystyle \scriptstyle {\text{T}}(V)}, mirada en términos que no son intrínsecos, se puede ver como el álgebra de polinomios en n variables que no conmutan sobre K, si V tiene dimensión n. Otras álgebras de interés tales como el álgebra exterior aparecen como cocientes de {\displaystyle \scriptstyle {\text{T}}(V)}, como relaciones impuestas por generadores. 
La construcción de {\displaystyle \scriptstyle {\text{T}}(V)} es una suma directa de partes graduadas Tk para k = 0, 1, 2,...:

{\displaystyle {\text{T}}(V)=\bigoplus _{k}{\text{T}}^{k}(V)={\text{T}}^{0}(V)\oplus {\text{T}}^{1}(V)\oplus {\text{T}}^{2}(V)\oplus \dots }

Donde Tk es el producto tensorial de V consigo mismo k veces:
{\displaystyle {\text{T}}^{k}(V)=\overbrace {V\otimes \dots \otimes V} ^{k}}
y {\displaystyle \scriptstyle {\text{T}}^{0}(V)=\mathbb {K} } es un espacio vectorial unidimensional. La función de multiplicación en Ti y Tj mapea a T i + j y es la yuxtaposición natural de los tensores puros, ampliados por bilinealidad. Es decir, el álgebra tensorial es representante de las álgebras con tensores covariantes que se forman de V y de cualquier rango. Para tener el álgebra completa de tensores, contravariantes así como covariantes, se debe tomar {\displaystyle \scriptstyle {\text{T}}(W)} donde {\displaystyle \scriptstyle W} es la suma directa de {\displaystyle \scriptstyle V} y de su espacio dual - esto consistirá en todos los tensores TIJ con los índices superiores J e índices inferiores I, en la notación clásica. 
Uno también se puede referir a {\displaystyle \scriptstyle {\text{T}}(V)} como el álgebra libre sobre el espacio vectorial {\displaystyle \scriptstyle V}. De hecho,el funtor que lleva una K-álgebra A a su espacio K-vectorial subyacente está en un par de funtores adjuntos con T, que es su adjunto izquierdo. El punto de vista de álgebra libre es útil para construcciones como la de un álgebra de Clifford o un álgebra envolvente universal, donde la pregunta sobre la existencia se puede resolver comenzando con T(V) e imponiendo después las relaciones requeridas.
La construcción se generaliza fácilmente al álgebra tensorial de cualquier módulo M sobre un anillo conmutativo.

## Álgebra tensorial de una variedad
Dada una variedad diferenciable puede definirse localmente un espacio tangente a partir del cual se puede definir un álgebra tensorial. Como en cada punto se puede definir un espacio tangente, y dados dos puntos sus respectivos espacios tangentes son isomorfos, puede construirse un álgebra tensorial asociada a toda la variedad diferenciable.